# Nymphalis exoculata
Nymphalis exoculata är en fjärilsart som beskrevs av Gustav Weymer 1878. Nymphalis exoculata ingår i släktet Nymphalis och familjen praktfjärilar. Inga underarter finns listade i Catalogue of Life.